# Bala Şahağac
Bala Şahağac, o Balaca Şahağac, è un comune dell'Azerbaigian situato nel distretto di Astara.